# 山田良水

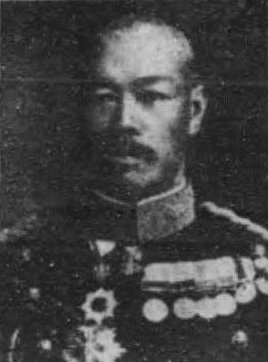
山田良水

山田 良水（やまだ よしみ、1862年1月14日（文久元年12月15日） - 1928年1月3日）は、日本の陸軍軍人。最終階級は陸軍中将。

## 履歴
文久元年12月、高知城下大川筋に土佐藩士・山田嘉周の次男として生まれた。1886年（明治19年）6月、陸軍士官学校（旧8期）を卒業し、歩兵少尉任官。1891年（明治24年）11月、陸軍大学校に入学したが、日清戦争出征のため中退。戦後に復校し、1896年（明治29年）3月、陸大（10期）を卒業した。
日露戦争には第11師団参謀として出征し、歩兵第19連隊長に転じ旅順攻囲戦、奉天会戦に参加。
1907年（明治40年）5月、歩兵第44連隊長に就任し、同年11月、歩兵大佐に昇進。1912年（大正元年）11月、陸軍少将に進級し歩兵第35旅団長に着任。1913年（大正2年）9月、歩兵第24旅団長に転じ、第一次世界大戦の青島の戦いに出征した。1917年（大正6年）8月、陸軍中将に進むと同時に待命となり、同年12月、予備役編入となった。

## 栄典
位階
- 1886年（明治19年）11月27日 - 正八位[1]
- 1892年（明治25年）1月27日 - 従七位[2]
- 1907年（明治40年）12月27日 - 従五位[3]
- 1917年（大正6年）12月28日 - 従四位[4]

勲章等
- 1915年（大正4年）
  - 1月30日 - 勲二等瑞宝章[5]
  - 11月7日 - 功二級金鵄勲章・旭日重光章・大正三四年従軍記章[6]

## 参考資料
- 『高知県人名事典』高知市民図書館、1970年。
- 福川秀樹『日本陸軍将官辞典』芙蓉書房出版、2001年。
- 外山操編『陸海軍将官人事総覧 陸軍篇』芙蓉書房出版、1981年。